# Microiulus durmitorius
Microiulus durmitorius är en mångfotingart som beskrevs av Carl Graf Attems 1926. Microiulus durmitorius ingår i släktet Microiulus och familjen kejsardubbelfotingar. Inga underarter finns listade i Catalogue of Life.